# Krautheim (Volkach)
Krautheim ist ein Ortsteil der Stadt Volkach im bayerischen Landkreis Kitzingen in Unterfranken. Krautheim war bis zum freiwilligen Zusammenschluss mit Volkach am 1. Januar 1977 eine selbstständige Gemeinde. Historisch war das Dorf lange Zeit Teil der Grafschaft Castell. Die Casteller Grafen führten im 16. Jahrhundert die Reformation ein und Krautheim ist bis heute überwiegend evangelisch-lutherisch.
Krautheim liegt abseits der großen Touristen-Zentren an der Volkacher Mainschleife. Nur wenige Baudenkmäler haben sich erhalten. Neben der Kirche steht ein kleines Schloss, das von den Herren von Buttlar bewohnt wurde. Anders als in der Umgebung spielt der Weinbau nur eine untergeordnete Rolle, in Krautheim gibt es die Privatbrauerei Friedrich Düll.

## Geografische Lage

### Geografie und naturräumliche Gliederung
Krautheim liegt im äußersten Nordosten des Volkacher Gemeindegebietes. Im Norden beginnt mit dem Frankenwinheimer Ortsteil Brünnstadt der Landkreis Schweinfurt. Östlich befindet sich die Weinbergsmühle, die bis 1940 Teil der Gemarkung von Krautheim war und heute zu Frankenwinheim gehört. Im Süden liegt Rimbach, während sich im Südwesten auf Krautheimer Gemarkung die Einöden Wenzelsmühle und Ziegelhütte aufreihen; weiter südwestlich liegt Obervolkach. Im Nordwesten befindet sich der Kolitzheimer Ortsteil Zeilitzheim im Landkreis Schweinfurt.
Nächstgelegene größere Städte sind Kitzingen mit einer Distanz von etwa 19 Kilometern und Schweinfurt, welches ungefähr 18 Kilometer entfernt ist. Die nächste Großstadt ist das 28 Kilometer entfernte Würzburg.
Naturräumlich liegt die Krautheimer Gemarkung im Steigerwaldvorland von Neuses, das zum Iphofen-Gerolzhofener Steigerwaldvorland innerhalb der Mainfränkischen Platten gezählt wird.
Das Dorf liegt in der Maingauklimazone, die zu den trockensten und wärmsten Deutschlands zählt. Dies erklärt auch den Weinbau im Ort. Krautheim ist von der Lettenkeuperlandschaft im unmittelbaren Vorland des Steigerwaldes und dem Lößgebiet mit Flugsandflächen bei Gaibach umgeben. Durch das Dorf fließt der Weidachbach, der bei Obervolkach in die Volkach mündet. Die Gemarkung wird vom Weinbergsleitengraben, ebenfalls ein Volkachzufluss, durchflossen.

### Dorfgliederung

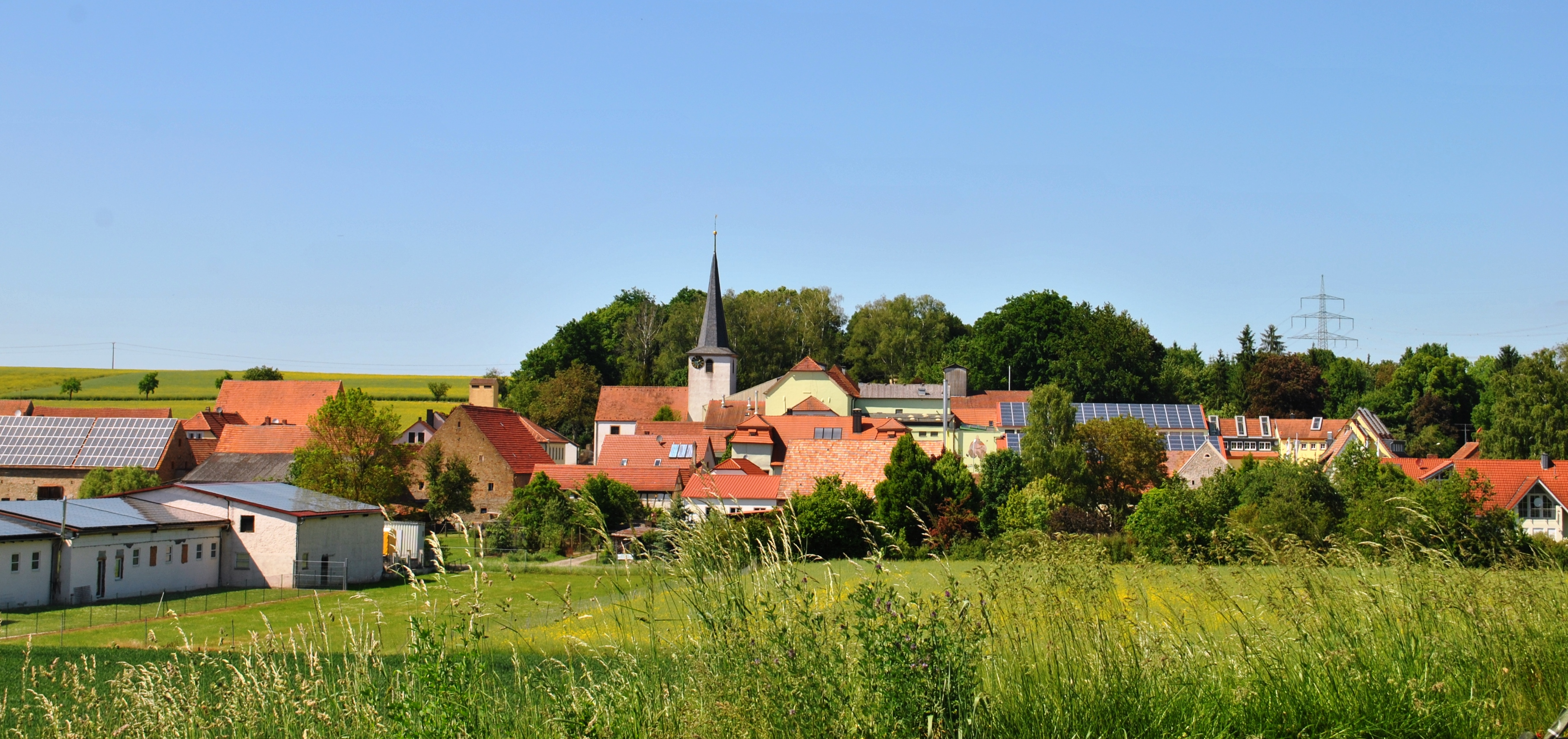
Das Dorf Krautheim von Süden

Die Krautheimer Gemarkung nimmt eine Fläche von etwa 3 km² ein, auf der sich zentral das Straßendorf am Weidach befindet. Die Kirche liegt im Norden des Dorfes, während das Schloss auf der gegenüberliegenden Dorfhälfte zu finden ist. Östlich der Kirche befindet sich das Brauereigelände. Im Jahr 1966 wurde das Baugebiet Am Bühl westlich des Gotteshauses ausgewiesen.
An die bebaute Fläche schließt sich seit den 1970er Jahren im Südwesten der Sportplatz des Dorfes an. Weiter südwestlich liegt die Kläranlage. Die Einöden Wenzelsmühle und Ziegelhütte liegen noch weiter im Westen auf Krautheimer Gemarkung auf der halben Strecke zwischen dem Dorf und Obervolkach. In Richtung Ziegelhütte befindet sich das Naturdenkmal Weinbergsleitengraben. Unmittelbar im Norden der Kirche steht ein Wasserturm.
Südlich des Dorfkerns an der Straße nach Rimbach liegt ein Tonbruch, ursprünglich wurde auf dem Areal das Bier der Brauerei gelagert; dort befand sich ein alter Felsenkeller. Krautheim hat nur wenige benannte Fluren. Südwestlich liegt das Geotop Ehemaliger Muschelkalkbruch, im Westen der Gemarkung der sogenannte Eckartsgraben. Im Nordwesten erheben sich die Ausläufer des Eulenberges.

## Geschichte

### Vor- und Frühgeschichte (bis 888)
Erste Besiedlungsspuren auf einer Anhöhe südlich des heutigen Ortskerns sind bereits aus der Alt- und Mittelsteinzeit überliefert. Zwei Klingenkratzer und ein Klingenfragment kamen bei Ausgrabungen zutage. In der Jungsteinzeit bestand wohl eine bandkeramische Siedlung am selben Ort, die durch Keramik-, Amphibolit- und Reibsteinfunde belegt ist. Zusätzlich siedelten die Menschen der Rössener Kultur im Weidachtal. Für die folgende Zeit sind nur noch wenige Keramikreste der Hallstattzeit überliefert.
Während der Latènezeit kam es überall in der Mainschleifenregion zur Bevölkerungsüberlagerung. Die zugezogenen Kelten verdrängten die ursprünglich ansässige Bevölkerung. Für Krautheim sind aus dieser Epoche keine Funde nachgewiesen, allerdings wurde im nahen Rimbach eine Münze der Kelten entdeckt. Im ersten nachchristlichen Jahrhundert begannen Germanen den Ort zu besiedeln. Für diese Zeit sind auch römische Keramiken überliefert. Im benachbarten Frankenwinheim grub man einen Sesterz des Nerva von 96/97 n. Chr. aus.
Der Ort geht auf den planmäßigen fränkischen Landesausbau des 6. und 7. Jahrhunderts zurück. Die Franken kamen als Eroberer in die Region und brachten erste Verwaltungsstrukturen nach Krautheim, außerdem forcierten sie die Christianisierung. Die Kolonisation orientierte sich an den naturräumlichen Gegebenheiten und wurde an den Bächen Volkach und Weidach vorangetrieben. Mittelpunkt war die Befestigung der Vogelsburg.

### Die Zollner in Krautheim (bis um 1525)
Der Ort wurde am 13. März 888 erstmals als „Chrûtheim“ urkundlich erwähnt. Das Dorf gehörte ursprünglich zu den weitverzweigten Gütern des Königs Arnulf von Kärnten und bestand aus einem Fronhof mit einer Leibeigenensiedlung. Im 9. Jahrhundert wurden diese Königsgüter an verdiente Ministeriale oder Klöster verschenkt, um sich ihrer Loyalität gegenüber dem König zu versichern. Anders als die meisten Siedlungen um die Mainschleife, die dem Kloster Fulda zugesprochen wurden, kam Krautheim an den Ministerialen Epo. Nach seinem Tod erhielt das Bonifatiuskloster das Dorf.
In der Folgezeit ging die Macht des Klosters in der Region zurück und regionaler Adel sowie das Würzburger Bistum füllten das entstandene Machtvakuum aus. Krautheim kam in die Hände der Grafen von Castell, die bis zum Beginn des 19. Jahrhunderts die Dorfherrschaft ausübten. Zusätzlich etablierte sich ab dem Jahr 1074 auf dem Gelände eines Hofes eine eigene Grundherrschaft des nahegelegenen Klosters Münsterschwarzach. Auch die Herren von Weinsberg und das Zisterzienserkloster Ebrach waren im Ort begütert.
Die Casteller Grafen gaben im Spätmittelalter die Verwaltung ihres Besitzes an die Zollner von der Hallburg ab. Im Jahr 1376 erhielten Stephan Zollner von Hallburg und Endres Zollner von Rimbach das Dorf Krautheim von Johann zu Castell als Mannlehen. Bereits am 12. Juni 1454 kam es nach Erbstreitigkeiten zu einer Teilung der Vogtei. Endres Zollner von Hallburg und Peter Zollner von Rimbach teilten sich fortan die Rechte im Dorf. Im Jahr 1488 erhielten zusätzlich die Fuchs von Wonfurt ein Viertel der Dorfvogtei.
Auch kirchlich änderten sich im 15. Jahrhundert die Verhältnisse in Krautheim. Lange Zeit war das Dorf Filiale der Urpfarrei auf dem Kirchberg in Volkach. Nun entfremdete man sich von der weit entfernten Kirche Maria im Weingarten und baute eine neue, größere Kirche im Ort. Zu Beginn des 16. Jahrhunderts gewannen immer mehr evangelische Prediger wie die Zeilitzheimerin Argula von Grumbach an Einfluss, sodass die Bevölkerung Krautheims bald vollständig lutherisch war.

### Reformation und Glaubenskriege (bis um 1630)

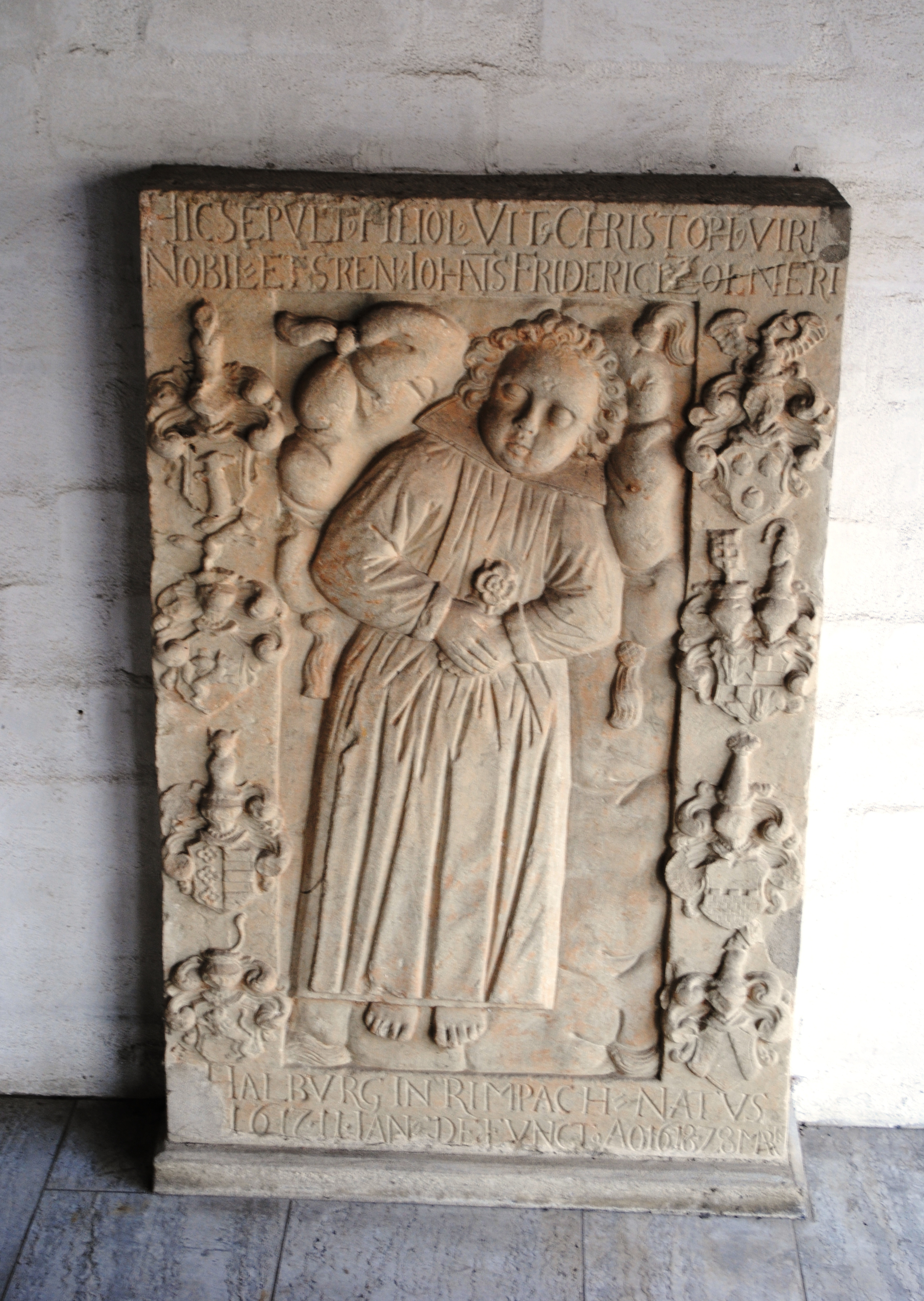
Das Epitaph des Veit Christoph Zollner, Sohn des Johann Friedrich Zollner, ist ein Hinweis auf die Herrschaft des Adelsgeschlechts

Mit dem neuen Bekenntnis ging auch die Unzufriedenheit gegen die katholische Obrigkeit im Bistum Würzburg einher. Sie fand ihren Höhepunkt in den Ereignissen des Deutschen Bauernkrieges des Jahres 1525. Die Krautheimer organisierten sich im Volkacher Fähnlein und zogen gegen die Adelssitze in Rimbach, Gaibach, die Hallburg, die Vogelsburg und die Astheimer Kartause. Daraufhin ließ Bischof Konrad III. von Thüngen 1526 die Aufständischen bestrafen.
Das Dorf hatte auch im Zweiten Markgrafenkrieg der Jahre 1552 bis 1554 zu leiden, als brandenburgische Truppen Krautheim plünderten. Im Jahr 1546 endete die Herrschaft des Klosters Münsterschwarzach im Dorf. Am 25. Juli des Jahres kaufte Friedrich Zollner der Jüngere den Klosterhof von Abt Nikolaus Scholl und ließ ihn als Herrensitz ausbauen. Sein Nachfolger Wilhelm Balthasar Zollner bezog das neuerrichtete Zentrum des Dorfes und stiftete damit die Krautheimer Linie der Zollner.
In Krautheim etablierte sich eine unabhängige evangelische Pfarrei, als mit dem Amtsantritt von Pfarrer Paulus Bantz ein verheirateter Mann die Seelsorge übernahm. Die Krautheimer wurden in der neuen Konfession von den Grafen von Castell unterstützt, die bereits 1549 übergetreten waren. In den folgenden Jahren kam es zu mehreren Erbstreitigkeiten zwischen den Zöllnern, wobei verschiedene Linien des Adelsgeschlechts mit dem Krautheimer Lehen ausgestattet wurden.
Erst unter Friedrich von Zollner konnte die Vogtei im Dorf 1626 wieder in einer Hand vereint werden. Zuvor, 1601, waren die neuen kirchlichen Verhältnisse offiziell anerkannt worden, als der Grafschaft Castell die Landeshoheit, sowie die Kirchenhoheit über Krautheim zugesprochen worden war. Gerichtlich war allerdings immer noch das katholische Zehntgericht in Gerolzhofen für das Dorf verantwortlich. Aus dem Jahr 1617 ist ein Hexenprozess überliefert. Margaretha Hirschveit gestand und wurde in Gerolzhofen verbrannt.

### Die Grafschaft Castell (bis 1806)
Wie brüchig der Frieden im konfessionell gespaltenen Gebiet um Krautheim war, zeigen die Ereignisse des Jahres 1629. Truppen des Fürstbischofs Philipp Adolf von Ehrenberg fielen in Krautheim ein, um das Dorf wieder zur Rückkehr zum Katholizismus zu bewegen, blieben jedoch erfolglos. Im Jahr 1630 musste Hans Friedrich Zollner die Vogtei des Dorfes verpfänden, die bald darauf an die Grafschaft Castell fiel. Damit endete vorerst die Herrschaft der Zollner in Krautheim.
In den Wirren des Dreißigjährigen Krieges versuchte Georg Michel Zollner von Kleinlangheim mithilfe der Schweden das Dorf wieder in den Besitz der Familie zu bringen. Er musste allerdings nach dem Abzug der Schweden 1634 mit diesen fliehen. Krautheim war endgültig Teil der Grafschaft Castell geworden, ab 1662 erhielt das Gericht in Rüdenhausen auch die Hochgerichtsbarkeit. Das Hofgut und spätere Schloss wurde fortan von Fritz Eitel von Buttlar, einem Schwager der Zollner bewohnt. Die Herren von Buttlar wurden nie mit der Vogtei über das Dorf belehnt. Gleichzeitig begann der Wiederaufbau der nach dem 30 Jahre dauernden Krieg darniederliegenden Infrastruktur. Vom Jahr 1654 ist erstmals ein Brauhaus im Dorf überliefert, 1694 erhielt Krautheim ein neues Schulhaus, 1711 ein neues Pfarrhaus. In den Jahren 1731, 1732 und 1760 wütete die Rinderpest im Dorf und dezimierte das Vieh der Bauern. Im Juli 1796 wurde Krautheim in den Koalitionskriegen von französischen Truppen überfallen, einige Tage später fanden mehrere Gefechte zwischen französischen und österreichischen Truppen nahe dem Ort statt.

### In Bayern (bis heute)
Die Zeit der Grafschaft Castell endete am 3. September 1806. Im Zuge der Mediatisierung wurde die Grafschaft aufgelöst und Krautheim dem Fürstentum Kurpfalzbayern zugeschlagen. Dort verblieb die Gemeinde aber nur kurz, denn bald darauf wurde das Großherzogtum Würzburg als napoleonischer Satellitenstaat gegründet. Erst 1814 fiel die Region um Würzburg und damit auch Krautheim wieder an Bayern zurück. Krautheim wurde zunächst Landgemeinde im Landgerichtsbezirk Wiesentheid. Bis 1848 übten dennoch weiterhin die Grafen von Castell die niedere Gerichtsbarkeit aus. 1853 kam der Ort zum Landgericht Volkach.
Ab 1872 wechselte Krautheim zum Bezirksamt Gerolzhofen, das später in den gleichnamigen Landkreis umgewandelt wurde. In den Einigungskriegen zogen drei Krautheimer an die Front, alle überlebten. Gleichzeitig entstand ein neuer Dorfmittelpunkt, als man eine große Linde in der Dorfmitte pflanzte. 1874 wurde die Freiwillige Feuerwehr des Ortes gegründet, 1911 der Ort an das Stromnetz angeschlossen.
In den beiden Weltkriegen waren viele Tote zu beklagen. Von 53 Krautheimern kehrten im Ersten Weltkrieg 12 nicht zurück. Im Zweiten Weltkrieg gab es 17 Gefallene. Am 11. April 1945 besetzten die Amerikaner kampflos die Gemeinde, nachdem zuvor eine weiße Flagge gehisst worden war. Die unmittelbare Nachkriegszeit brachte die Modernisierung der landwirtschaftlichen Betriebe.
Im Jahr 1966 wurde westlich des Ortskerns das Baugebiet Am Bühl ausgewiesen, es folgte 1967 die Verlegung der Kanalisation. Im Jahr 1970 wurde Krautheim an die Fernwasserversorgung angeschlossen. Seit der Kreisgebietsreform 1972 gehört Krautheim zum Landkreis Kitzingen, seit dem 1. Januar 1977 zur Stadt Volkach.

### Ortsname
Über die Herkunft des Namens Krautheim gibt es mehrere Theorien. Egert vermutet, dass der Namensbestandteil Kraut- sich von den landwirtschaftlichen Erzeugnissen herleitet, die dort und in der Umgebung angebaut wurden. So beschreibt das althochdeutsche Chrût und das mittelhochdeutsche krût alles Grüne, das mit Blättern unmittelbar aus dem Boden wächst. Es wurden Getreide, Gemüse und Kräuter angebaut. Treutwein vermutet eher ein Zentrum der Pulverherstellung, weil Schießpulver häufig Kraut genannt wurde.
Neuere Thesen gehen davon aus, dass sich der Name aus einem slawischen Ursprung entwickelte. Danach soll sich das Präfix von wendisch-slawisch krut herleiten, was so viel wie rau oder wild bedeutet. Die Bedeutung des Ortsnamens als Heim von wilden Kriegern steht entweder direkt mit den hier lebenden Menschen in Verbindung. Eventuell verweist der Name auch auf die hier häufig vorkommenden wilden Wölfe (slowenisch krdélo volkov – Wolfsrudel).
Die Endung -heim verweist auf die planmäßige Besiedlung durch die fränkischen Eroberer, die teilweise alte Siedlungen weiternutzten, teilweise auch vollständig neue Orte bildeten. Krautheim wurde demnach wohl im 6. oder 7. Jahrhundert gegründet. Der Name war im Laufe der Zeit häufigen Änderungen unterworfen. Im Jahr 888 wurde das Dorf „Chrûtheim“ genannt, 1265/1267 „Chrutheim“. 1376 „Krutheym“ und 1557 erschien erstmals „Krautheim“.

### Verwaltung und Gerichte
| Die folgenden Verwaltungseinheiten waren der Gemeinde Krautheim übergeordnet: - bis 1601 Hochstift Würzburg in Würzburg - bis 1806 Amt Rüdenhausen in der Grafschaft Castell - bis 1862 Landgericht älterer Ordnung Volkach im Untermainkreis, ab 1837 Unterfranken - bis 1872 Bezirksamt Volkach in Unterfranken - bis 1972 Bezirksamt Gerolzhofen, ab 1939 Landkreis Gerolzhofen in Unterfranken - bis 1977 Landkreis Kitzingen in Unterfranken - ab 1977 Ortsteil der Stadt Volkach | Gerichtlich unterstand Krautheim folgenden Instanzen: - bis 1662 24. Zentgericht des Hochstifts Würzburg in Gerolzhofen - bis 1806 Hochgericht Zent Castell-Rüdenhausen in Rüdenhausen - bis 1848 Herrschaftsgericht Rüdenhausen in Rüdenhausen - bis 1879 Landgericht Volkach - bis 1966 Amtsgericht Volkach im Landgerichtsbezirk Schweinfurt - bis 1973 Amtsgericht Gerolzhofen im Landgerichtsbezirk Schweinfurt - ab 1973 Amtsgericht Kitzingen im Landgerichtsbezirk Würzburg |  |

### Wappen
| Wappen von Krautheim | Blasonierung: „In Blau eine rote Blume mit gelbem Butzen und drei, zwei zu eins gestellten, grünen Blättern.“ |
| Wappen von Krautheim | Wappenbegründung: Die Herkunft des Wappens ist unklar. Wahrscheinlich verweist die Blüte auf die Lutherrose, die allerdings eine andere Farbgebung besitzt (lediglich das Blau stimmt). Vielleicht dient sie allerdings auch als Hinweis auf den Namen des Ortes. |

## Politik

### Vom Bürgermeister zum Ortssprecher
Bereits in der Frühen Neuzeit gab es eine Vertretung der Dorfbewohner, die in einer Urkunde von 1558 die „ganze Gemein“ genannt wurde. In Krautheim wählte man eine Art Bürgermeister, der zumeist den Titel Dorfmeister oder Dorfvorsteher trug. Der jeweilige Dorfmeister vertrat die Gemeinde gegenüber der jeweiligen Dorfherrschaft, also den Zollnern bzw. den Grafen zu Castell. Er hatte allerdings keinerlei Befehlsgewalt und jeder Bauer musste den Herren einen Eid leisten.
Nach der Auflösung des Alten Reiches zu Beginn des 19. Jahrhunderts wurde Krautheim eine eigenständige Gemeinde, der fortan ein gewählter Bürgermeister vorstand. Nach dem Zweiten Weltkrieg wurde Andreas Elflein zum Bürgermeister gewählt, er vertrat bis zum Jahr 1966 die Gemeinde. Danach wurde Ludwig Feldhäuser zum Bürgermeister gewählt. Nach der Eingemeindung in Volkach wurde Feldhäuser der Titel Altbürgermeister verliehen.
Im Zuge der Gebietsreform in Bayern sollte die Gemeinde Krautheim aufgelöst werden. Zunächst plante man zusammen mit Zeilitzheim und Rimbach dem Landkreis Schweinfurt beizutreten. Bei einer Anhörung entschieden sich die Gemeinderäte allerdings dagegen und forcierten die Verbindung mit dem größeren Volkach. In zwei Sitzungen am 17. Oktober und am 4. November 1975 wurden die Modalitäten des Beitritts verhandelt. So sollten unter anderem die Ortsstraßen ausgebaut werden.
Am 1. Januar 1977 wurde die Eingemeindung nach Volkach vollzogen und der Gemeinderat mit den Räten Hermann Frieß, Wilhelm Söllner, Ernst Elflein, Max Rausch und dem Zweiten Bürgermeister Martin Scheckenbach aufgelöst. Der ehemalige Bürgermeister Ludwig Feldhäuser wurde zum ersten Krautheimer Ortssprecher im Volkacher Stadtrat gewählt, ein Amt, das er bis 1984 innehatte. Heute ist der Stadtrat Dieter Söllner Krautheimer Ortssprecher.

### Einwohnerentwicklung
Gesicherte Zahlen über die Einwohner von Krautheim liegen erst seit der ersten Hälfte des 19. Jahrhunderts vor. Vor dieser Zeit bestand die Bevölkerung wohl immer aus etwa 200 Personen. Die Einwohnerzahlen schwankten auch im 19. Jahrhundert immer um 200 bis 250, allerdings wurde die Marke von 250 Einwohnern erst im ersten Jahrzehnt des 20. Jahrhunderts überschritten. Nach dem Zweiten Weltkrieg wohnten in Krautheim zeitweise über 300 Personen. In der zweiten Hälfte des Jahrhunderts nahm die Bevölkerung wieder ab.
| Jahr | Einwohner | Jahr | Einwohner | Jahr | Einwohner |
| ---- | --------- | ---- | --------- | ---- | --------- |
| 1830 | 217       | 1885 | 202       | 1946 | 327       |
| 1840 | 230       | 1900 | 248       | 1950 | 346       |
| 1855 | 234       | 1907 | 262       | 1956 | 275       |
| 1875 | 213       | 1939 | 228       | 1988 | 208       |

## Kultur und Sehenswürdigkeiten

### Baudenkmäler

#### Evangelische Kirche, Kirchgaden und Epitaphe

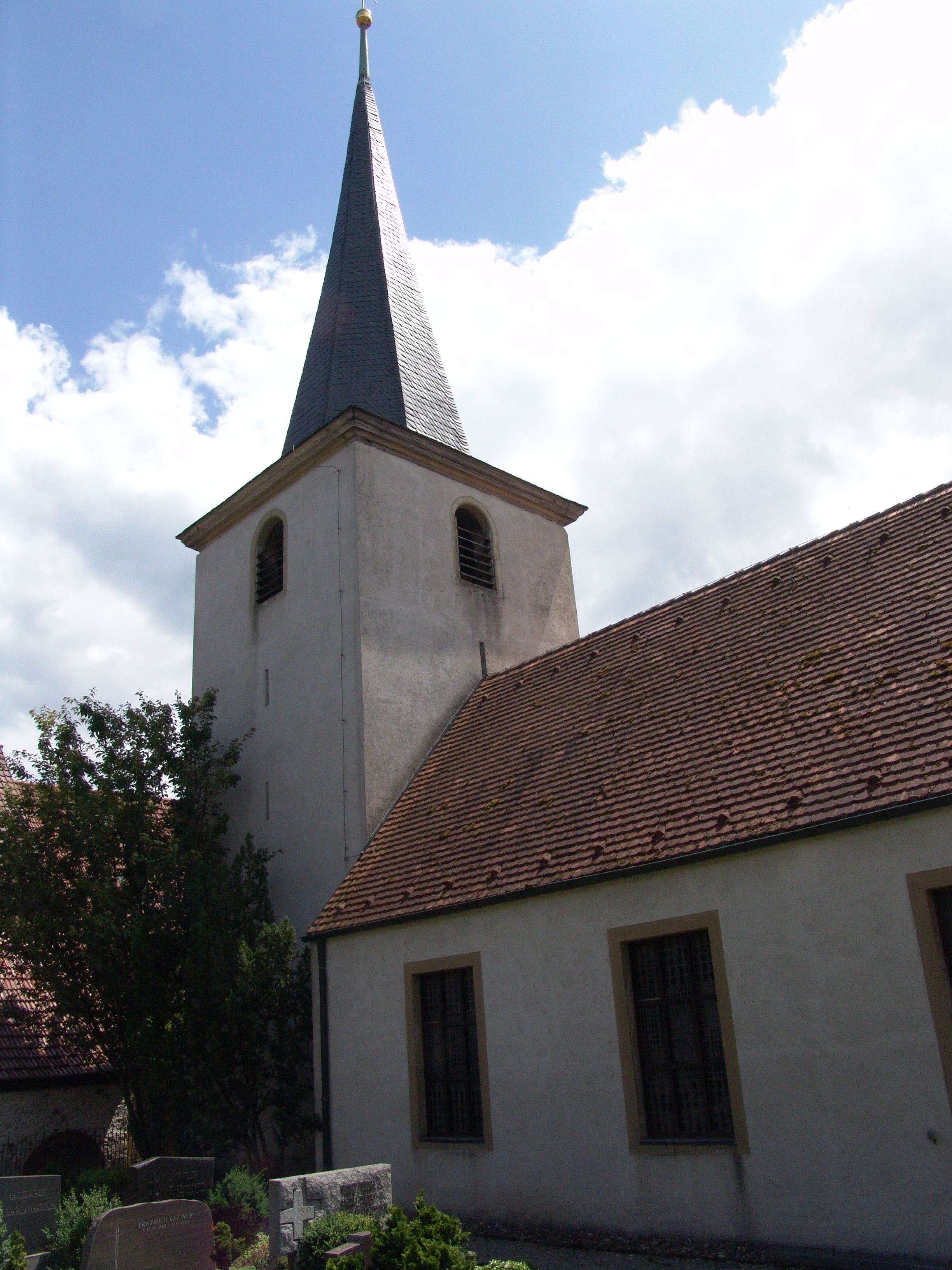
Die evangelische Pfarrkirche in Krautheim

Den Mittelpunkt des Ortes bildet die evangelisch-lutherische Pfarrkirche. Sie war lange Zeit eine Filiale der Großraumpfarrei auf dem Volkacher Kirchberg und wurde in der ersten Hälfte des 15. Jahrhunderts neu errichtet. Spätestens im 16. Jahrhundert wurde dort evangelisch-lutherischer Gottesdienst abgehalten. Mehrere Jahrzehnte lang wurde Krautheim vom nahen Eichfeld aus seelsorgerisch betreut.
In den 1970er Jahren entschied sich die Gemeinde für einen umfassenden Neubau des Langhauses, es konnte 1973 neu geweiht werden. Die Krautheimer feiern in der ersten Juniwoche ihre Kirchweih. Ein architektonisches Markenzeichen bildet der Chorturm aus dem 16. Jahrhundert. Er wurde im Stile der sogenannten Echtergotik gebaut, die typisch für das Hochstift Würzburg war, obwohl die Gemeinde damals bereits lutherisch war.
Trotz der Umbauten im 20. Jahrhundert haben sich um die Kirche mehrere Kirchgaden erhalten als Befestigungen, die das Gotteshaus ursprünglich umgaben und zu Beginn des 18. Jahrhunderts errichtet worden waren. In der Leichenhalle wurden insgesamt sechs teilweise reich verzierte Epitaphe für mehrere in der Kirche begrabene Personen aufgestellt. Weitere, stark verwitterte Epitaphe befinden sich im Friedhof, der sich direkt an die Pfarrkirche anschließt.

#### Schloss Krautheim
In unmittelbarer Nähe der Kirche steht das kleine Schloss Krautheim. Lange Zeit befand sich auf dem Grundstück ein kleiner Zehnthof, zu dem die Dorfbewohner ihre Abgaben für das im Dorf begüterte Kloster Münsterschwarzach bringen mussten. Im 16. Jahrhundert erwarben die Zollner den Hof von den Mönchen und wandelten ihn in einen schlossähnlichen Adelssitz um, der den Mittelpunkt der Dorfherrschaft darstellte.
Als die Herren von Buttlar mit dem Segen der Grafen von Castell im Dorf wohnhaft wurden, erfuhr auch das Schloss 1736 einige Veränderungen, die das Anwesen noch prägen. Dem zweigeschossigen Bau wurde damals ein halbes Geschoss aus verputztem Fachwerk aufgesetzt und ein Mansarddach errichtet. An der Westseite befindet sich ein zugemauertes Portal mit dem Allianzwappen der Freiherren von Buttlar. Heute ist es in Privatbesitz.

#### Bauernhaus
In der Straße Am Weidach Ecke Landstraße hat sich ein weiteres Baudenkmal erhalten. Es handelt sich um ein großes Bauernhaus, das um 1800 errichtet wurde, ein zweigeschossiger Fachwerkbau mit einem Halbwalmdach. Das Nebengebäude aus der ersten Hälfte des 19. Jahrhunderts ist ebenfalls ein Walmdachbau mit Fachwerkobergeschoss und Tordurchfahrt.

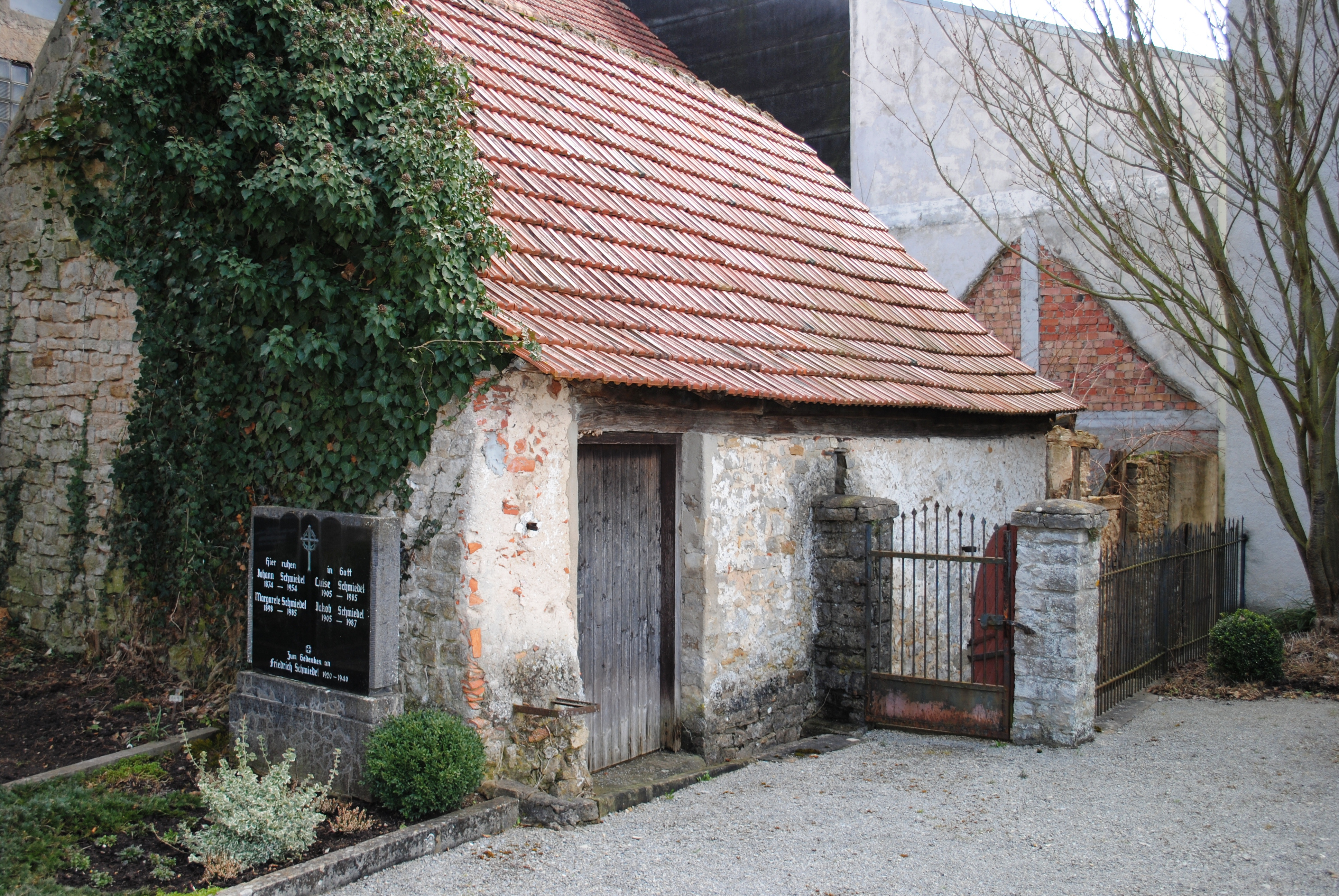
Die Gadenreste um die Kirche
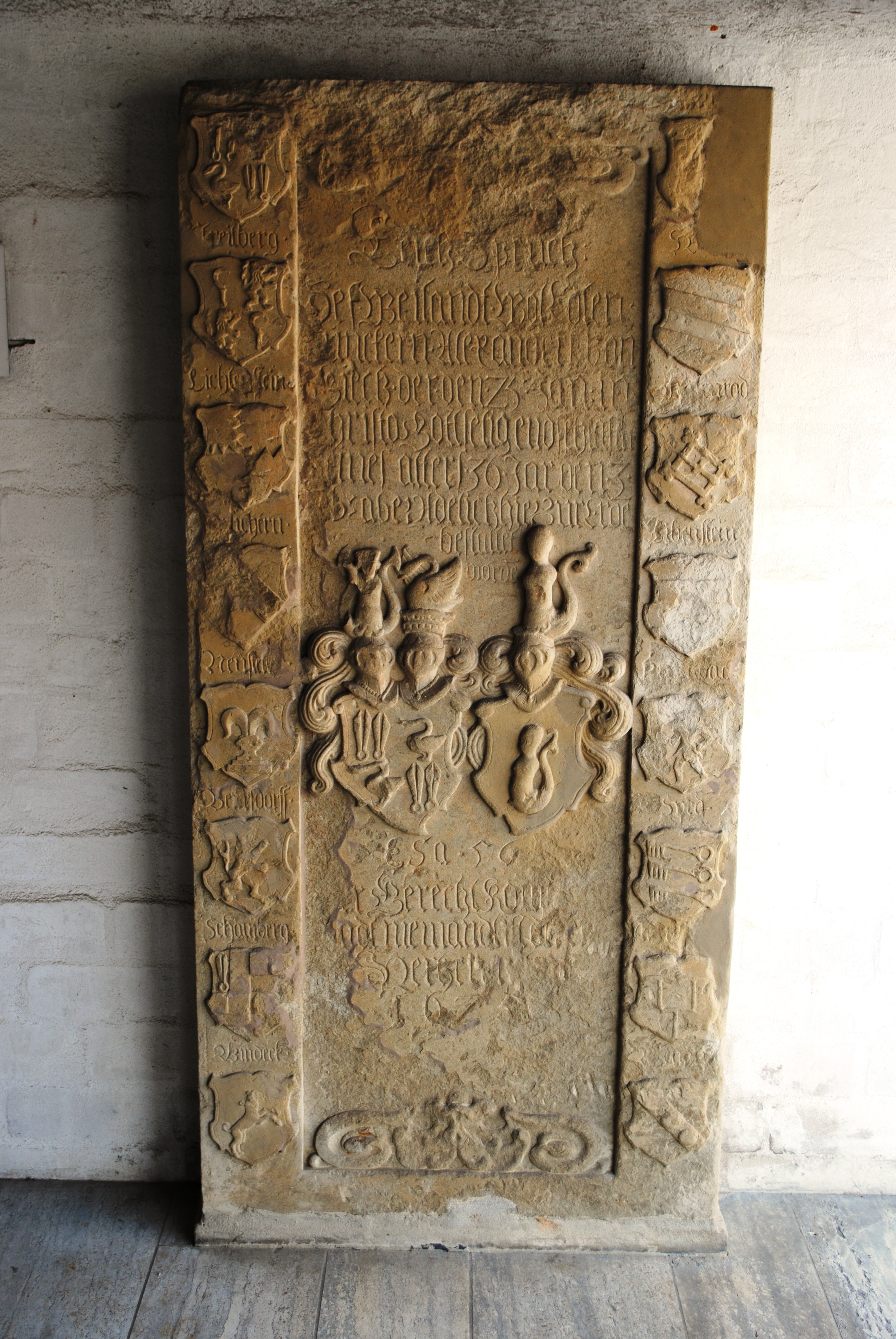
Das Epitaph des Alexander von Giech
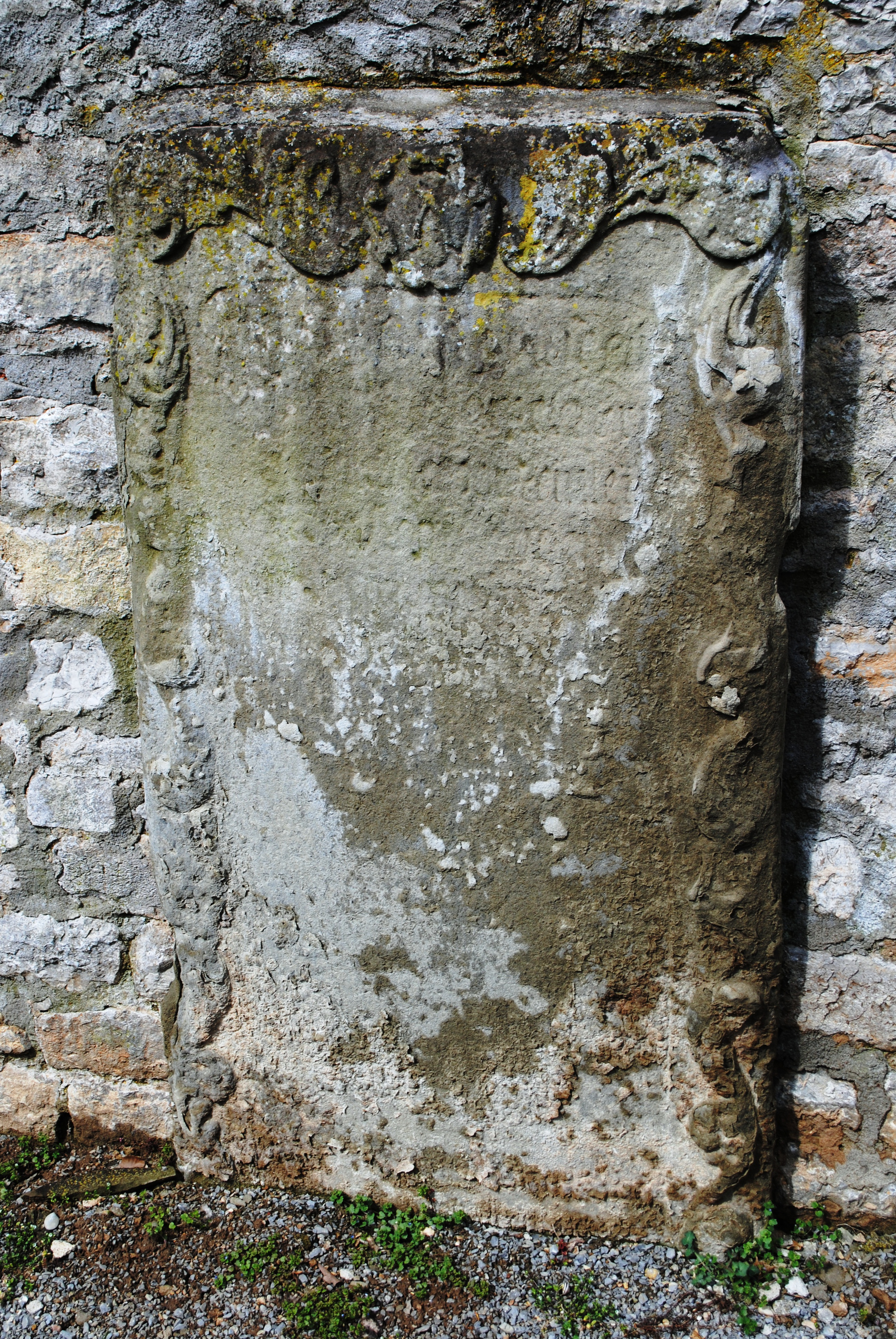
Ein verwitterter Stein im Friedhof
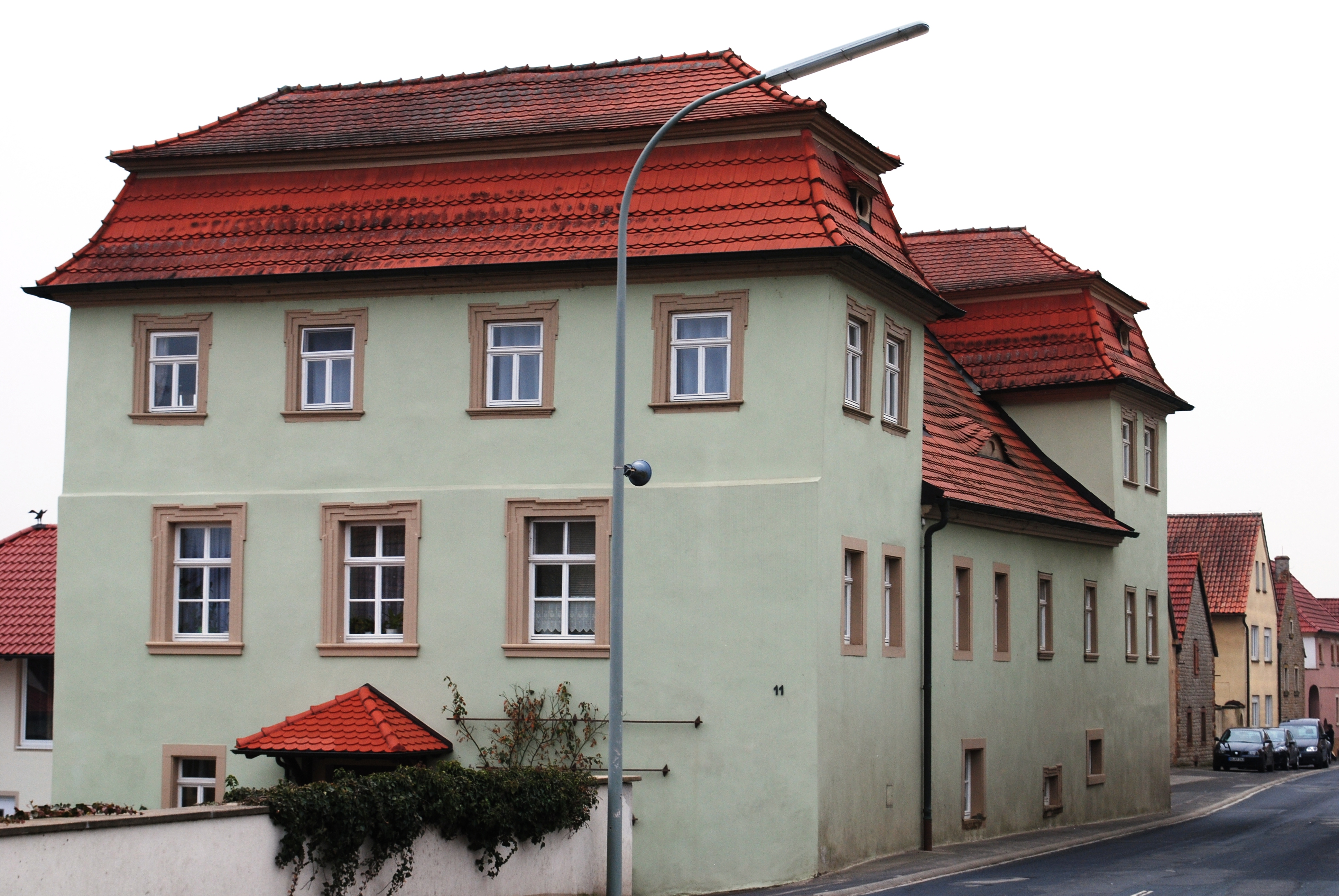
Das Schloss Krautheim
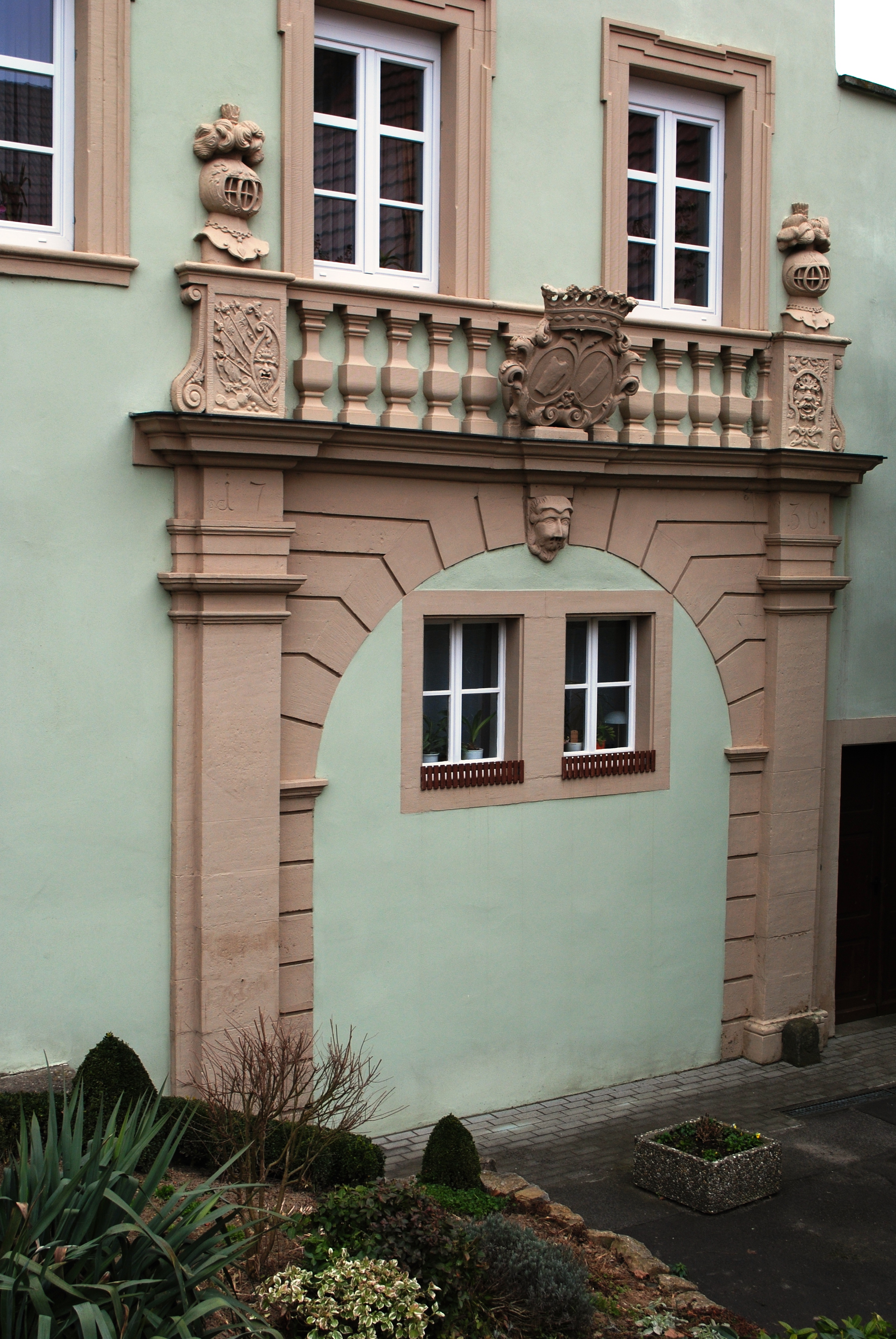
Das Westportal des Schlosses
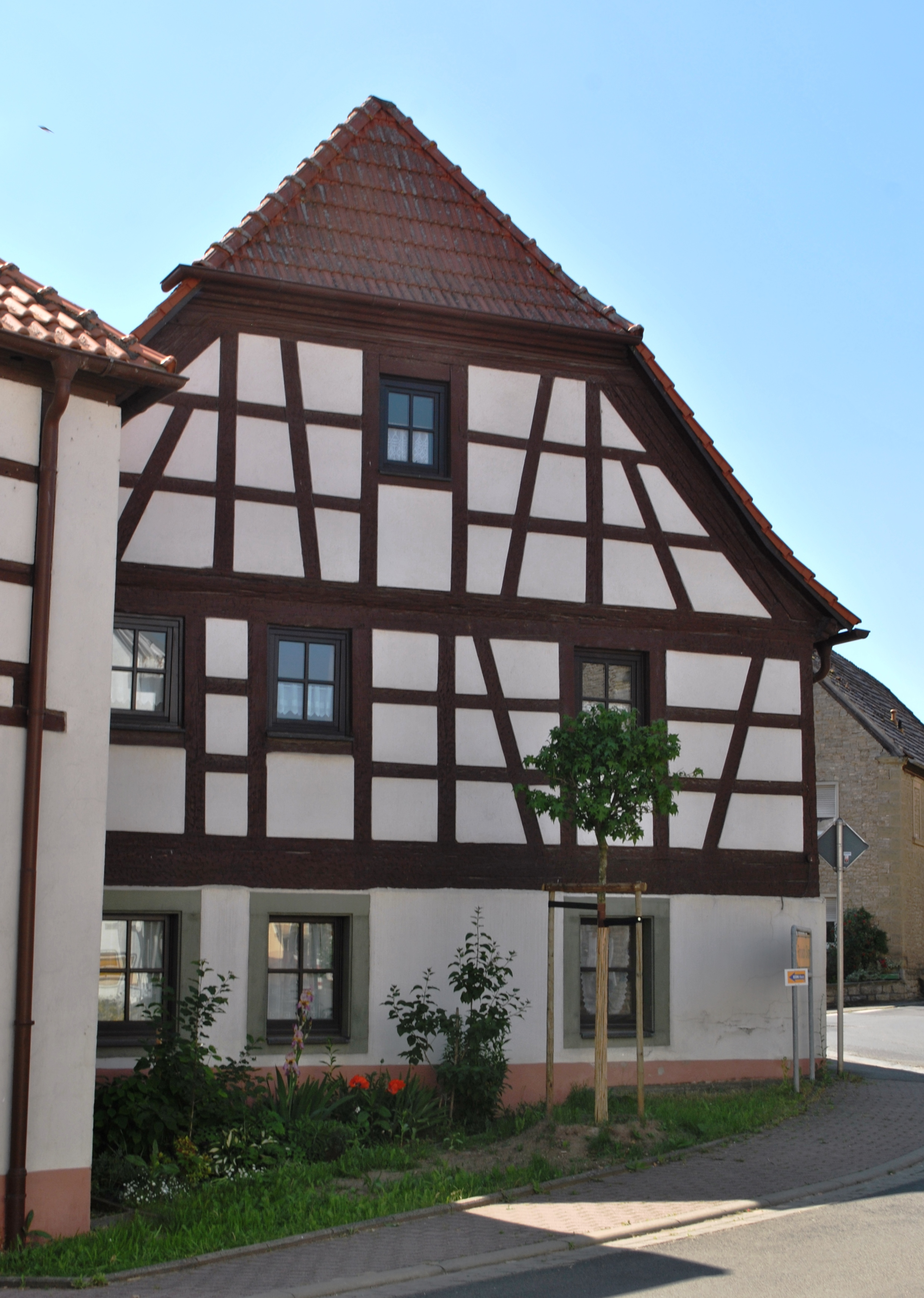
Das Bauernhaus im Ort
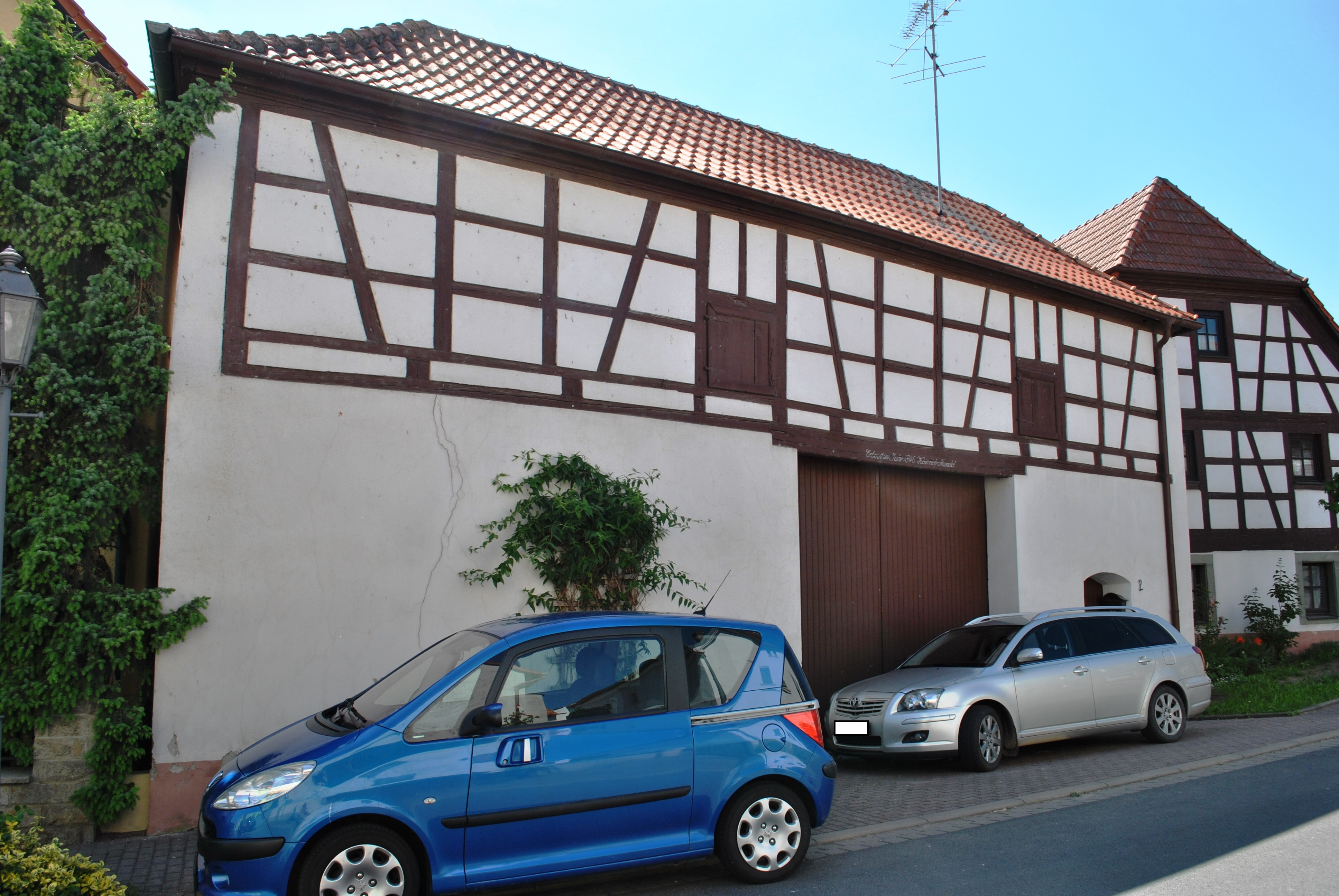
Das Nebengebäude mit Tordurchfahrt

### Wenzelsmühle
Die Wenzelsmühle ist ein eigener Volkacher Gemeindeteil und wurde jahrhundertelang vom Wasser des Volkachzuflusses Weidachbach betrieben. Allerdings liegt sie in der Gemarkung von Krautheim und ist historisch eng mit dem angrenzenden Dorf verbunden. Sie wurde erstmals im 17. Jahrhundert als „untere Mühle“ überliefert und bildete das Gegenstück zur Weinbergsmühle, als „obere Mühle“, seit 1940 auf der Gemarkung von Frankenwinheim im Landkreis Schweinfurt. → siehe auch: Weinbergsmühle
Wie in Krautheim herrschten die Zollner von Krautheim auch lange Zeit über die Wenzelsmühle. Das alte Mühlgebäude aus dem 18. oder 19. Jahrhundert hat sich erhalten und ist ein Baudenkmal. Es handelt sich um einen zweigeschossigen Halbwalmdachbau mit hakenförmigem Grundriss. Auch die daneben befindliche Scheune aus der gleichen Zeit wurde vom Landesamt für Denkmalpflege unter besonderen Schutz gestellt.

### Bierbrunnen
Im Zuge der Dorferneuerung erhielt Krautheim einen verkehrsberuhigten Bereich zwischen Kirche und Schloss. Hier ist seit dem Sommer 2022 der sogenannte Bierbrunnen zu finden. Dieser wurde aus einzelnen Stücken der historischen Brauereiausstattung der Brauerei Düll geschaffen. Zunächst plante man einen Braukessel zu verwenden, griff allerdings nach technischen Problemen auf ein Ausgussbecken zurück. Auf der einen Seite der Anlage fließt stetig Wasser aus dem Brunnen. Die andere Seite kann mit einem Bierfass bestückt werden, sodass aus dem Brunnen Bier fließt. Die Anlage ist auf alkoholhaltiges Bier beschränkt. Bier wird an mehreren Terminen im Jahr ausgeschenkt, darunter an der jährlichen Kirchweih.

## Wirtschaft und Infrastruktur

### Wirtschaft

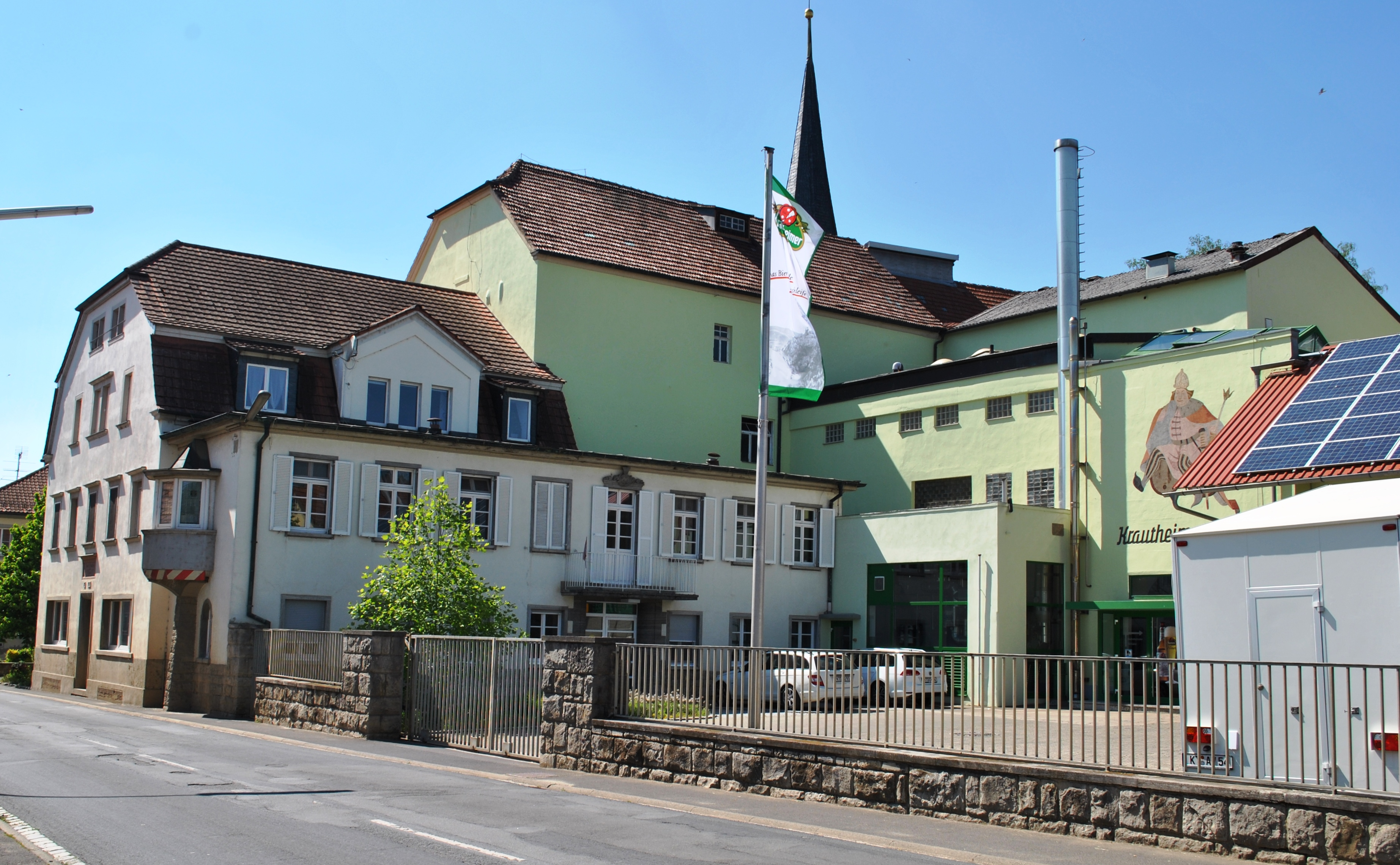
Das Brauereigelände im Osten des Ortes

Krautheim wird insbesondere von seiner Brauerei geprägt, der einzigen in der Weinregion um Volkach. Bereits kurz nach dem Dreißigjährigen Krieg im Jahr 1654 ist erstmals ein Brauhaus im Ort bezeugt. Im Jahr 1695 erteilten die Grafen zu Castell ein Erbschenk- und Brau-Privileg. Nachdem viele wechselnde Besitzer in Krautheim gebraut hatten, erwarb im Jahr 1881 Friedrich Düll das Unternehmen. Gegenwärtig ist es im Eigentum der Familie Düll.
Jährlich stellt die Brauerei ca. 30.000 Hektoliter Bier her und verkauft ihre Produkte in ganz Unterfranken. Es werden viele unterschiedliche Biersorten produziert, auch Limonaden und Tafelwasser. Die Privatbrauerei Friedrich Düll bezieht ihr Wasser aus einem eigenen Brunnen auf dem Gelände im Osten des Dorfes. Außerdem besitzt das Unternehmen eine eigene Mälzerei. Auf dem Gelände der Brauerei gibt es einen Biergarten.
In der Vergangenheit wurde im Dorf überwiegend Getreideanbau insbesondere mit Weizen, Roggen und Gerste betrieben. Im 19. Jahrhundert versuchte man den Obstbau zu etablieren, scheiterte aber weitgehend. Immerhin wurden 1887 insgesamt 1000 Zentner Obst aus Krautheim auf dem Großmarkt Volkach gehandelt. Im Jahr 1907 gab es insgesamt 45 landwirtschaftliche Betriebe in Krautheim, 1988 lebten noch zehn Familien von der Landwirtschaft.
Die Viehzucht spielte in Krautheim immer eine unbedeutende Rolle, allerdings hielten sich die Dorfbewohner bis in die 1960er Jahre einen Dorfbullen zur Erhaltung des Bestandes. Der Weinbau spielt ebenso keine große Rolle, 1850 gab es die Lage Weinbergsleite im Süden des Dorfes. Heute existiert die Lage Sonnenleite mit einer Fläche von 10 ha, die von auswärtigen Winzern bewirtschaftet wird.
| Weinlage    | Größe 1970 | Größe 1988 | Größe 1993 | Himmelsrichtung | Hangneigung | Hauptrebsorten           | Großlage            |
| ----------- | ---------- | ---------- | ---------- | --------------- | ----------- | ------------------------ | ------------------- |
| Sonnenleite | 2 ha       | 10 ha      | 10 ha      | Süden           | 20–30 %     | Müller-Thurgau, Silvaner | Volkacher Kirchberg |

### Verkehr
Durch Krautheim verlief in der Vergangenheit eine wichtige Verbindungsstraße zwischen Gerolzhofen, Volkach und Würzburg. Heute übernimmt die Staatsstraße St 2274 von Obervolkach her kommend diese Aufgabe. Sie wird im Ort Landstraße genannt und verläuft nach Gerolzhofen weiter. Zusammen mit einer Dorferneuerung wurde sie 2020–2021 instand gesetzt. Außerdem verbindet die Kreisstraße KT 37 von Rimbach her das Dorf mit Zeilitzheim im Norden. Sie verläuft im Ort als Straße Am Weidach bzw. Zeilitzheimer Straße.
Nachdem die direkten Busverbindungen zwischen Volkach und Gerolzhofen eingestellt wurden, macht lediglich der Bürgerbus Volkacher Mainschleife in Krautheim Halt. Er fährt jeden Dienstag und Freitag die Haltestelle Am Weidach an. Ursprünglich war Krautheim Sitz einer Poststation auf halbem Wege zwischen Volkach und Gerolzhofen, die im Jahr 1980 geschlossen wurde.

### Bildung
| Hans Raufenstein     | 1589            |
| Michael Schmitt      | 16. Jahrhundert |
| Hans Weber           | 1610            |
| Martin Weingarten    | 1624            |
| Michael Rauh         | unbekannt       |
| Heinrich Georg Fuchs | 1816–1843       |
| N. Geuder            | 1927            |
| Hubert Spöhrer       | bis 1972        |

Ein Schulhaus ist bereits im 16. Jahrhundert nachgewiesen. Im Jahr 1589 unterrichtete der Kirchner Hans Raufenstein die Kinder. Die Lehrer förderten auch die Verbreitung der Lehre Luthers im Dorf und unterrichteten früh in deutscher Sprache. Ebenso wurde von ihnen der deutsche Kirchengesang gefördert. Im Jahr 1795 lehrte man in Krautheim nach dem Casteller Gesangbuch. Zumeist waren die Lehrer daneben Kirchner, Gemeindeschreiber oder Handwerker.
Nach dem Dreißigjährigen Krieg wurde im Jahr 1694 ein neues Schulhaus errichtet, in dem auch die Gemeindeschmiede untergebracht war. 1839, erhielt Krautheim ein zweigeschossiges Gebäude ausschließlich für den Schulunterricht. Es handelte sich um das Haus Nr. 5 in unmittelbarer Nähe der Kirche. 1906 wurde das Haus als Pfarrhaus umgewandelt und die Gemeinde ließ ein neues Schulhaus errichten.
In Krautheim wurde der Unterricht durch mehrere Stiftungen gefördert. Die Schulaufsicht wurde im 19. Jahrhundert von den Grafen zu Castell und ihrem Konsistorium übernommen. 1874 besuchten 32 Schüler die Wochenschule, 14 Kinder wurden in der Sonntagsschule unterrichtet. Bis 1924 sank die Schülerzahl deutlich, so wurden 1912 54 Kinder, 1923 nur noch 16 in Krautheim unterrichtet. Man beschloss, die Schulstelle in Krautheim aufzulösen.
Die Kinder besuchten in der Folgezeit den Unterricht im nahen Zeilitzheim. Allerdings konnte die Gemeinde im Jahr 1927 wieder die Einrichtung einer Schulstelle erreichen. Die Dorfschule überstand den Zweiten Weltkrieg und wurde erst im Zuge der Zentralisierung des Schulwesens in den 1970er Jahren aufgelöst. Letzter Schullehrer war der aus Schweinfurt stammende Hubert Spöhrer. Seit 1969/1970 werden Krautheimer Schüler in Volkach unterrichtet.
Im Jahr 1972 wurde die Schule endgültig Teil des Schulsprengels Volkach. In Krautheim werden die Grundschüler bis zur vierten Klasse unterrichtet. Ab der fünften Klasse übernimmt die Volksschule Volkach den Unterricht. Schüler und Schülerinnen können dort den Qualifizierenden Hauptschulabschluss und, über den sogenannten M-Zweig, die Mittlere Reife erlangen. Außerschulische Bildung wird von der Volkshochschule Volkach geleistet.
Für die höhere Schulbildung gibt es in Volkach eine Mädchenrealschule. Im Volkacher Ortsteil Gaibach befindet sich mit dem Franken-Landschulheim Schloss Gaibach ein Gymnasium mit Realschule und Internat. Das Steigerwald-Landschulheim in Wiesentheid liegt in der Nähe von Krautheim. Außerdem können die Schüler und Schülerinnen das private Klostergymnasium in Münsterschwarzach besuchen.

### Vereine und Verbände
Krautheim hat mehrere Vereine, ältester ist die Freiwillige Feuerwehr, die in einem Feuerwehrverein organisiert ist. Im Jahr 1874 rief das Reichsinnenministerium zur Gründung von Freiwilligen Feuerwehren auf und Krautheim gründete noch im selben Jahr die Wehr. 1879 erwarb man ein erstes Gerätehaus, 1951 konnte ein ausschließlich für die Feuerwehr errichtetes Gebäude bezogen werden.

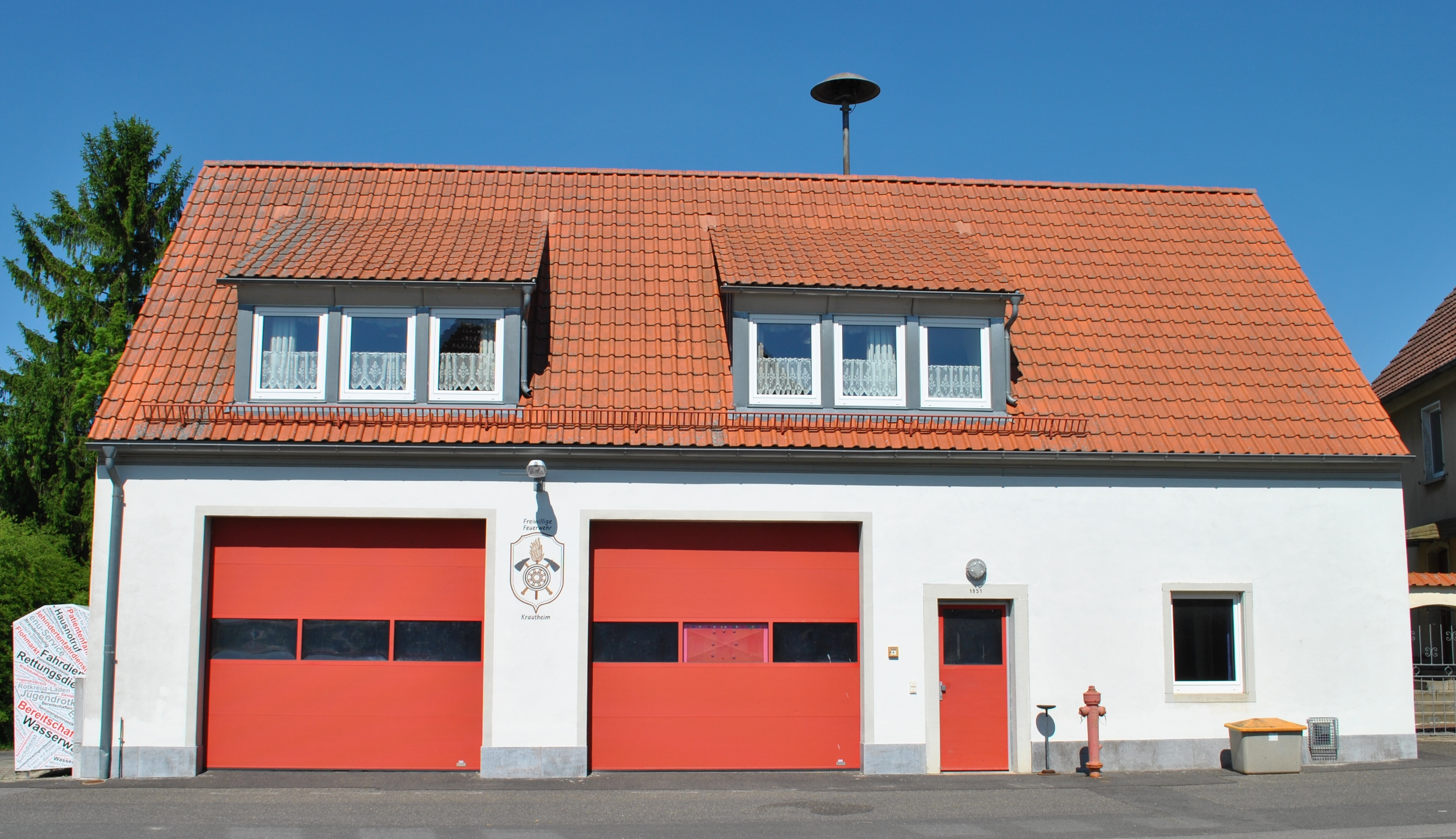
Das Feuerwehrhaus in der Straße Am Weidach

Während des Zweiten Weltkrieges wurden die meisten Feuerwehrmänner eingezogen und der Dienst von sogenannten Feuerwehrhelferinnen übernommen. Heute unterhält die Wehr ein Feuerwehrhaus in der Straße Am Weidach. Sie ist Teil des Kreisfeuerwehrverbandes Kitzingen und besitzt ein großes Tragkraftspritzenfahrzeug (TSF) und einen Feuerwehranhänger (FwA-SA600). Derzeitiger Kommandant ist Erwin Strobel.
Im Jahr 1951 etablierte sich ein Posaunenquartett unter der Leitung von Heinrich Dürr im Ort. Dürr hatte bereits in Haag im Steigerwald einen Posaunenchor mitgegründet. Nach einer Übungsphase konnte der Posaunenchor erstmals zum Weihnachtsfest 1951 vor der Kirche auftreten. Der Chor übernimmt die musikalische Gestaltung der Gottesdienste.
Am 9. Januar 1954 wurde in Krautheim der Kameradschaftsbund ehemaliger Kriegsteilnehmer Krautheim gegründet, der sich das Gedenken an die verstorbenen, ehemaligen Kriegsteilnehmer von 1914/1918 und 1939/1945 zur Aufgabe gemacht hat. Der Kameradschaftsbund prägt das gesellschaftliche Leben mit, so wird jährlich eine Faschingssitzung organisiert. Im Jahr 1988 wurde der Bund dem Bayerischen Soldatenbund angegliedert und in Kameradschaftsbund ehemaliger Soldaten, Reservisten und Freunde umbenannt.
Auf Initiative von Reinhard Söllner gründeten am 6. März 1976 57 Männer und Frauen den SV 76 Krautheim. Zunächst beschränkte sich das Vereinsleben auf den Fußball. Im Jahr 1977 wurde eine Gymnastikgruppe gebildet. 1980 wurde das Sportgelände mit Gemeinschaftshaus im Westen des Dorfes eingeweiht. Die Fußballmannschaft des Sportvereins Krautheim spielt in der B-Klasse.

## Persönlichkeiten

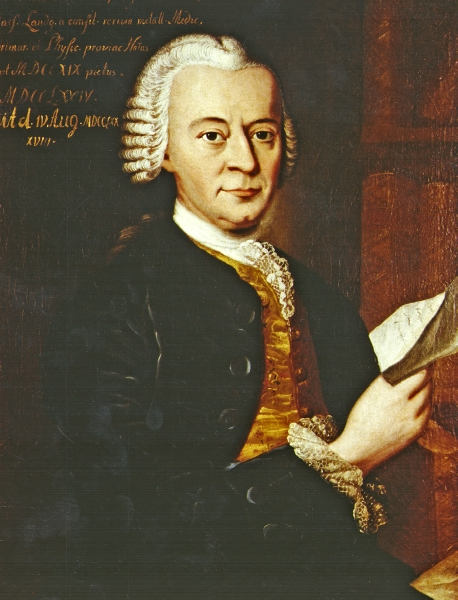
Der Theologe, Mineraloge und Mediziner Johann Wilhelm Baumer

Mehrere Persönlichkeiten wirkten in Krautheim und prägten das Dorf. Ältester war der Adelige Epo (auch Ebo, Eberhard, † bei Krautheim), Neffe des ostfränkischen Königs Konrad I. und Graf des Volkfeldgaus. Er erhielt im Jahr 888 das Dorf Krautheim von König Arnulf von Kärnten. Im Jahr 891 ist er in den Höfen Rügshofen und Sulzheim nachgewiesen. Der Adelige verstarb während einer Fehde mit dem Geschlecht der Babenberger nahe seinem Dorf Krautheim.
Im Mittelalter und in der frühen Neuzeit war Krautheim in den Händen der Zollner von der Hallburg. Zunächst kamen die Brüder Stephan Zollner von Hallburg (1356–1385) und Endres Zollner zu Rimbach (1374–1405) in den Besitz des Dorfes. Lange Zeit saß das Geschlecht in den Dörfern Rimbach, Gaibach oder auf der Hallburg, weil ein Herrschaftssitz in Krautheim fehlte. Erst Friedrich Zollner der Jüngere († 1563) erwarb den schwarzachischen Hof und erhob ihn zu seinem Sitz.
Im 17. Jahrhundert starb die Krautheimer Linie der Zollner aus. Zuvor hatte die Tochter des letzten Zollners, Maria Magdalena Zollner zu Krautheim den Adeligen Friedrich Eitel von Buttlar zu Grumbach geheiratet, der das Hofgut erbte. Insgesamt etwa 130 Jahre lebten die Buttlars im Hofgut. Unter Carl Heinrich von Buttlar und seiner Frau Juliana Maria (geborene von Wildenstein) wurde das Schloss erbaut.
Neben den Dorfherren und Adeligen prägten auch die evangelisch-lutherischen Geistlichen der Pfarrkirche das Dorfleben nachhaltig. Zwischen 1742 und 1746 wirkte in Krautheim der Pfarrer Johann Wilhelm Baumer (* 1719 in Rehweiler, † 1788 in Gießen). Er hatte in Halle studiert und verließ seine Gemeinde nach vier Jahren aus gesundheitlichen Gründen. Baumer promovierte später und lehrte Medizin, Chemie und Mineralogie an der Universität Gießen.